# Con los ojos cerrados (álbum)
Con los ojos cerrados es el primer álbum de la cantante argentina María Rosa Yorio, producido por Oscar Lopez y editado en 1980 a través del sello Sazam Records.
Contó con el apoyo de Charly García, Mono Fontana, Nito Mestre, David Lebón, Alejandro Lerner y una joven María Gabriela Epumer.
Grabado en los estudios ION, Edipo y Del Cielito.

## Lista de temas
1. Con los ojos cerrados (Letra y Música: David Lebón)
2. Blues desesperado (Letra y Música: Charly García)
3. A su majestad el mar (Letra y Música: Alejandro Lerner)
4. Sé que tendrá tus ojos (Nuestro hijo) (Letra y Música: Charly García)
5. Semana de una cantante (Letra: María Rosa Yorio. Música: León Gieco)
6. Entra, seas bienvenido a casa (Letra y Música: Charly García)
7. Yo no te poseo (Letra y Música: Miguel Cantilo)
8. En las arenas del circo (Letra: Carlos Piégari. Música: Alejandro Correa)
9. Cuatro estrofas (Letra y Música: Alejandro Lerner)